# Rez Ball
Rez Ball ist ein amerikanischer Spielfilm von Sydney Freeland, der seit dem 27. September 2024 auf der Filmplattform Netflix abrufbar ist. Er wurde als „der Coming-of-Age-Film über den Basketball der amerikanischen Ureinwohner“ beschrieben und handelt von dem Aufstieg eines Basketballteams eines Reservats. Rez Ball feierte seine Weltpremiere auf dem Toronto International Filmfestival (TIFF) 2024.

## Handlung
Rez Ball erzählt die Geschichte eines Teams, bestehend aus Jugendlichen aus einem Reservat, das um die Basketball-Staatsmeisterschaft von New Mexico kämpft.
Die Chuska Warriors treten zu einem Match an, das der vor Kurzem verstorbenen Mutter und Schwester von Teamkapitän Nataani gewidmet ist. Nataani und sein bester Freund Jimmy träumen anschließend davon, dem Reservat zu entkommen. Das folgende Spiel der Chuska Warriors beginnt ohne Nataani. Die Nachricht von seinem Selbstmord trifft ein, als die Mannschaft noch auf dem Spielfeld steht. Couch Heather, die selbst auch aus dem Reservat stammt und dort mit Basketball begann, versucht, ihre Mannschaft zu stützen und mit ihnen das Unfassbare zu verarbeiten, indem sie auf die indigenen Wurzeln und die Kräfte dieser Tradition baut. Sie ernennt Jimmy zum Kapitän und motiviert ihn, die Sprache der Navajos zu lernen und für die Kommunikation beim Spielen zu nutzen. Jimmy fühlt sich mit seiner neuen Aufgabe überfordert, denn er trauert um seinen besten Freund und jobbt neben der Schule, um seine alleinerziehende, alkoholkranke Mutter Gloria zu unterstützen. Er bittet seine Kollegin, ihn in der Sprache seiner Vorfahren zu unterrichten, und findet in ihr eine Freundin.
Durch eine teambildende Maßnahme auf der kleinen Farm von Heathers Mutter fühlen sich die jungen Sportler verbunden, sie glauben an ihren Erfolg und ihr Aufstieg in der Liga beginnt. Bei jedem Spiel können sie auf ihre Fangemeinde aus dem Reservat rechnen, die stets das Stadion füllt. Mit dem Ziel, ihren Sohn zu entlasten, beschließt Gloria, einen Job bei Nataanis Vater anzunehmen. Als die Chuska Warriors schließlich im Endspiel stehen, hängt am Ende alles von der psychischen Stärke ihres Kapitäns ab. Jimmy verwandelt sein gewonnes Fowl in zwei Körbe und somit gehört die Meisterschaft den Underdogs, den Sportlern aus dem Reservat, die Rez Ball spielten. Mit dem Sieg und dem sich wandelnden Verhältnis zu Gloria erscheint Jimmys Zukunft in einem positiven Licht.

## Hintergrund
Der Titel Rez Ball ist eine Abkürzung des Begriffs Reservation Basketball. Diese Bezeichnung wurde bereits vor dem Film erschaffen und charakterisiert eine besondere Basketballspielform, die in amerikanischen Reservaten zu sehen ist: „… the game is best known for its quick pace and relentless aggressiveness. While high school teams on many reservations often play a blended style of traditional basketball and rezball during the season as they vie to make and win state tournaments, these squads often feature some of the best local rezballers.“ (Das Spiel ist vor allem für sein schnelles Tempo und seine unerbittliche Aggressivität bekannt. Die Highschool-Mannschaften vieler Reservate spielen während der Saison oft eine Mischung aus traditionellem Basketball und Rezball und kämpfen um den Einzug in die staatlichen Turniere, in denen oft einige der besten lokalen Rezballer mitspielen.)
Basketball gelte in den heutigen Gemeinschaften der First Nation als ein Sammelpunkt, der historische Stammesprinzipien und -werte vermittele, wie Stammesführer aus Montana 2004 auf einer Konferenz der Montana State University American Indian sagten. Deshalb erfülle Basketball eine wichtige Rolle in den Reservaten, wo das Spiel schon vor langer Zeit Fuß gefasst habe. Für Stammesmitglieder sei Rez Ball zu einer Möglichkeit geworden, sich zusammenzuschließen. Das Spiel stelle etwas dar, was die Menschen begeistert, deren Lebensqualität im Allgemeinen extrem schlecht sei, wie auf powwow.com, einer Website für die Kultur der Native Americans, zu lesen ist.
Die Filmhandlung von Rez Ball ist von dem Buch Canyon Dreams: A Basketball Season on the Navajo Nation von Michael Powell inspiriert. Wie Netflix veröffentlichte, beruht das Geschehen auf wahren Begebenheiten.

## Produktion

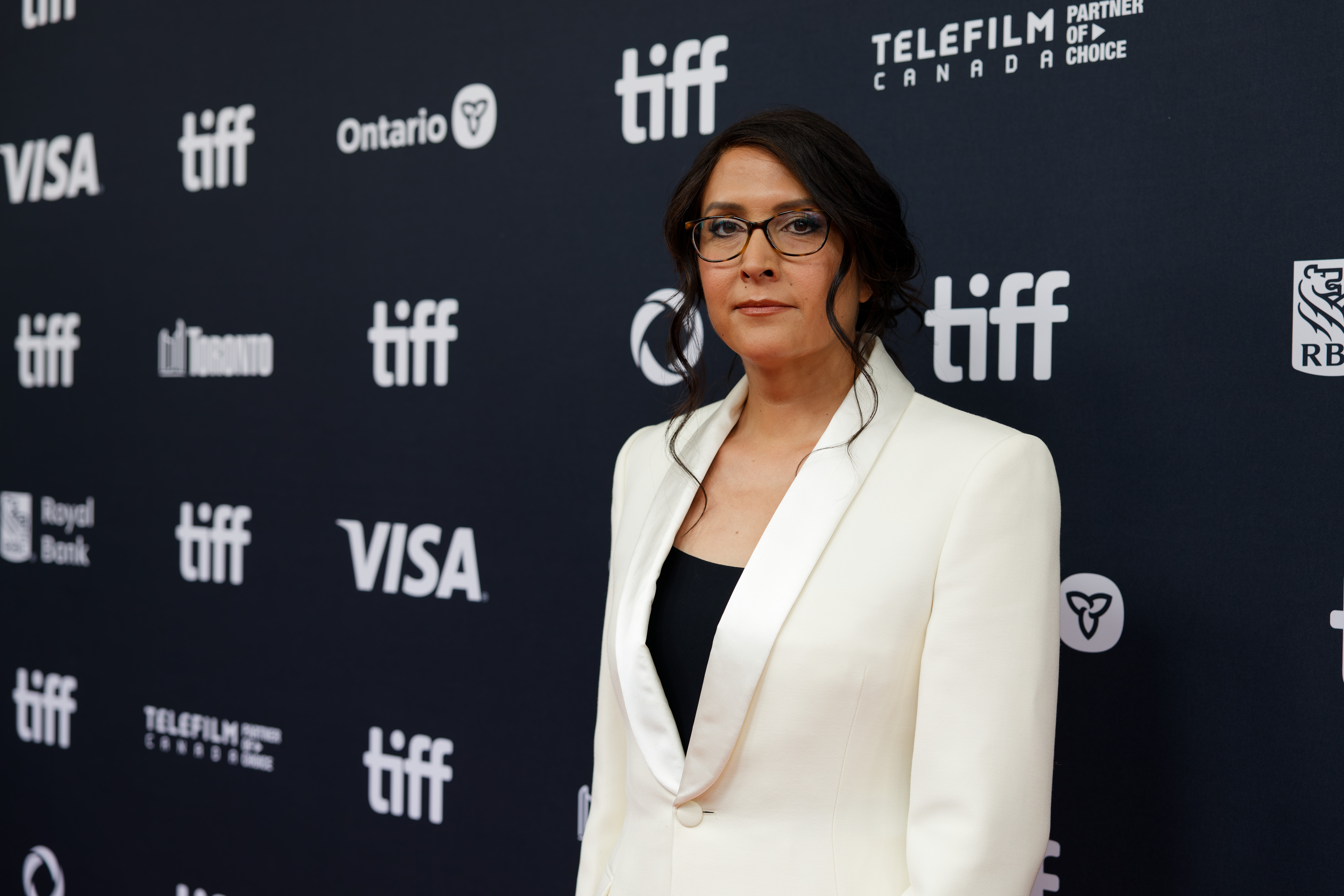
Sydney Freeland auf dem Internationalen Filmfestival von Toronto 2024

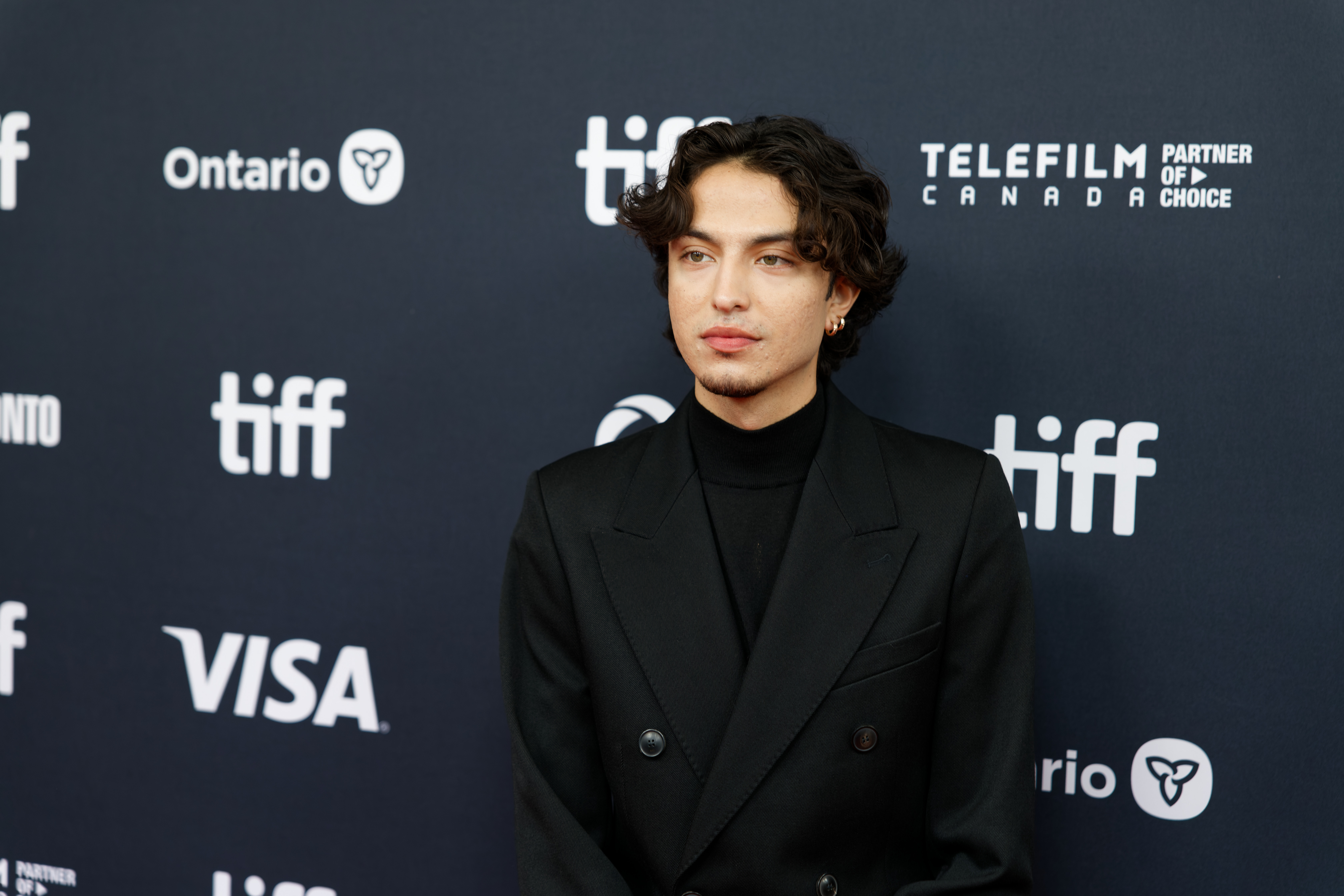
Kauchani Bratt auf dem International Filmfestival von Toronto 2024

Die Regisseurin Sydney Freeland wuchs selbst in New Mexico in einem Reservat auf und ließ eigene Erfahrungen in den Film einfließen. Zahlreiche Mitglieder ihres Filmteams stammen von Native Americans ab, unter anderem Kauchani Bratt, Julia Jones, Jessica Matten, Devon Sampson-Craig und Kiowa Gordon. Kauchani Bratt, der die Hauptrolle des Jimmy Holiday verkörpert, war selbst Mitglied einer Basketballmannschaft, die in Reservaten spielte und 2019 die Native American Basketball Invitational (NABI) gewann. Sein Basketballteamkollege im Film wird von Devon Sampson-Craig gespielt; er stammt von dem Pyramid Lake Paiute ab und wurde im Reservat geboren. Beide Schauspieler standen zum ersten Mal vor der Kamera.
Die für zwei Emmy-Awards nominierte Kira Kelly stand für Rez Ball hinter der Kamera. Ihr Talent brachte ihr bereits Plätze in American Cinematographer's Rising Stars of Cinematography, Variety's Top Cinematographers to Watch, und ICG Magazine's GenNEXT ein. Wie Robert Gildich auf shootingline.com es ausdrückte, entwickelte sie zusammen mit Sydney Freeland „eine Bildsprache, die das Herz und den Geist des täglichen Lebens und der Familie in einer Reservatsgemeinschaft widerspiegelt.“
Die Filmmusik stammt von dem amerikanischen Musiker Dan Deacon, der bereits für mehrere Filme und Fernsehserie komponierte.
Produzent des Films ist der Profi-Basketballspieler LeBron James.

## Rezeption

### Kritiken
Von den bei Rotten Tomatoes aufgeführten Kritiken sind 94 Prozent positiv.
Nach dem Toronto International Filmfestival urteilte Daniel Opasinis auf theeyeopener.com: „Overall, the film was a beautiful tale of Indigeneity, resilience and teamwork.“ (Insgesamt war der Film eine schöne Erzählung über Indigenität, Resilienz und Teamwork.) Opasinis hebt weiter hervor, dass es selten Filme mit einem so repräsentativen Cast mit Native Americans gegeben habe und das der Einsatz der Sprache der Navajos gekonnt sei.
In der New York Times wurde Rez Ball als „inspirational sports movie“ (inspirierender Sportfilm) bezeichnet. Allerdings wird am Film auch Folgendes kritisiert: „The movie tends to race through actual game play — though the actors at least can handle the ball — and so the film’s strength lies more in the players’ easy rapport and the New Mexico location shooting.“ (Der Film neigt dazu, durch das eigentliche Spiel zu rasen – obwohl die Schauspieler zumindest mit dem Ball umgehen können – und so liegt die Stärke des Films eher in der einfachen Beziehung der Spieler und den Dreharbeiten in New Mexico.)
Auf robertebert.com schrieb Marya E. Gates: „There’s a lived-in intimacy to its heart and humor that is both culturally specific and universally felt.“ (Das Herz und der Humor des Films sind so intim, dass sie sowohl kulturspezifisch als auch universell spürbar sind.).

### Auszeichnungen
Black Reel Awards 2024
- Nominierung für die Beste Kamera (Kira Kelly)[16]